# Theodore (Alabama)
Theodore est un census-designated place situé dans l’État américain de l'Alabama, dans le comté de Mobile.

## Démographie
| 1890 | 1980  | 1990  | 2000  | 2010  | - |
| ---- | ----- | ----- | ----- | ----- | - |
| 277  | 6 392 | 6 509 | 6 811 | 6 130 | - |